# Campionati del mondo di ciclismo su strada 2013 - Cronometro maschile Junior
La cronometro maschile Junior dei Campionati del mondo di ciclismo su strada 2013 fu corsa il 24 settembre 2013 in Italia, a Firenze, su un percorso totale di 21,8 km. Il belga Igor Decraene vinse la gara con il tempo di 26'56"83 alla media di 48,539 km/h.
Alla partenza erano accreditati 85 ciclisti, dei quali 84 partirono ed arrivarono al traguardo.

## Classifica (Top 10)
| Pos. | Corridore          | Squadra     | Tempo    |
| ---- | ------------------ | ----------- | -------- |
| 1    | Igor Decraene      | Belgio      | 26'56"83 |
| 2    | Mathias Krigbaum   | Danimarca   | a 8"66   |
| 3    | Zeke Mostov        | Stati Uniti | a 20"97  |
| 4    | Joshua Stritzinger | Germania    | a 23"64  |
| 5    | Matthew Gibson     | Regno Unito | a 30"16  |
| 6    | Ole Forfang        | Norvegia    | a 44"21  |
| 7    | Corentin Ermenault | Francia     | a 44"40  |
| 8    | Dmitrij Rive       | Kazakistan  | a 46"24  |
| 9    | Nikolaj Čerkasov   | Russia      | a 49"87  |
| 10   | Michael Dessau     | Stati Uniti | a 53"16  |